# کابم
کابم (به انگلیسی: Cobham) یک روستا در بریتانیا است که در الم بریج واقع شده‌است. کابم ۸٫۲۹ کیلومتر مربع مساحت و ۹٬۷۳۹ نفر جمعیت دارد.